# František Mencl
František Mencl (21. ledna 1879, Librantice – 27. ledna 1960, Praha) byl český mostní stavitel, inženýr a projektant.

## Dílo
Od roku 1902 do roku 1939 byl zaměstnán na mostním odboru stavebního úřadu pražského magistrátu. Byl příznivcem klenutých betonových a železobetonových mostních konstrukcí; svým působením nepochybně ovlivnil současnou tvář Prahy. Podílel se zejména na projekci těchto stavebních děl:

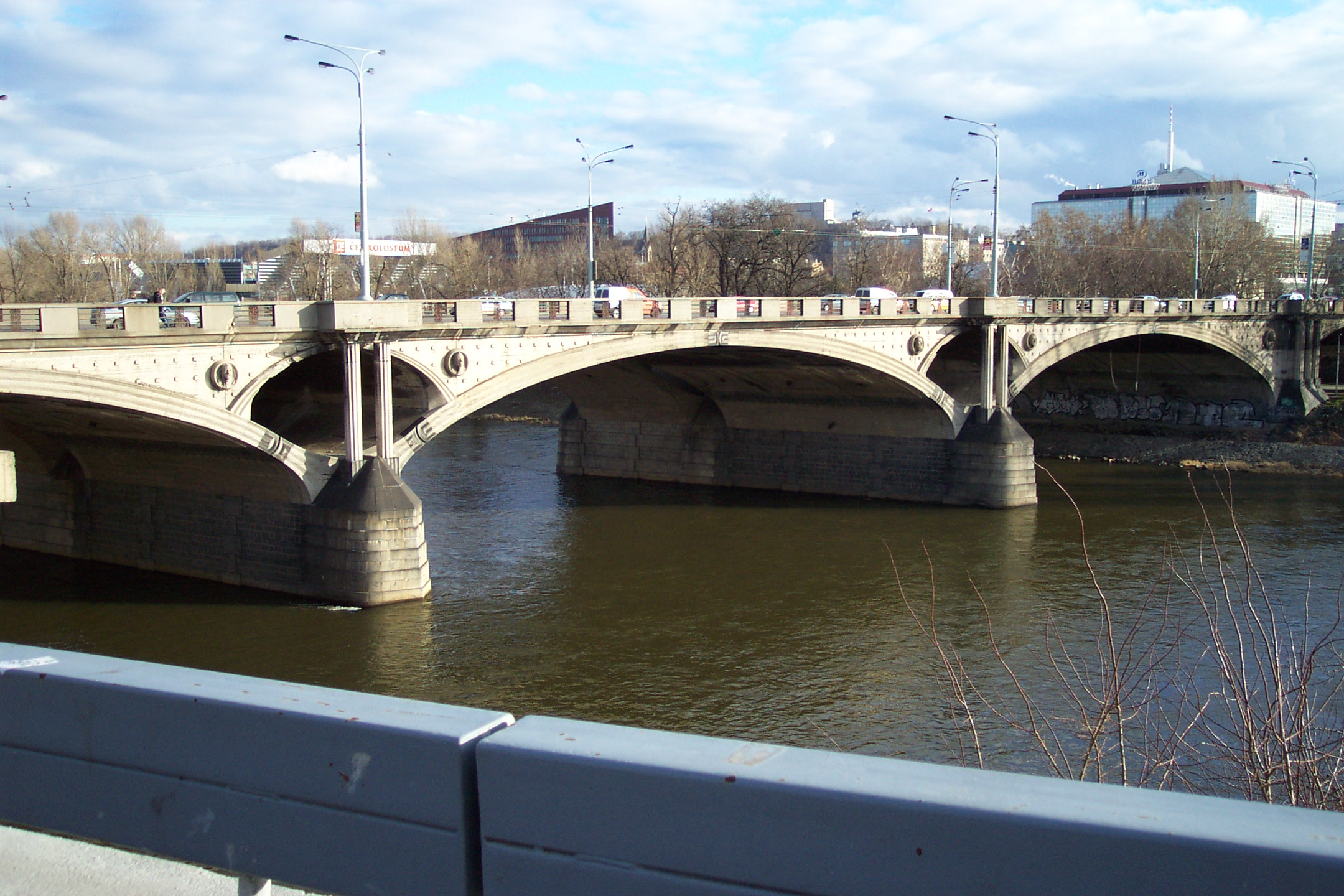
Hlávkův most
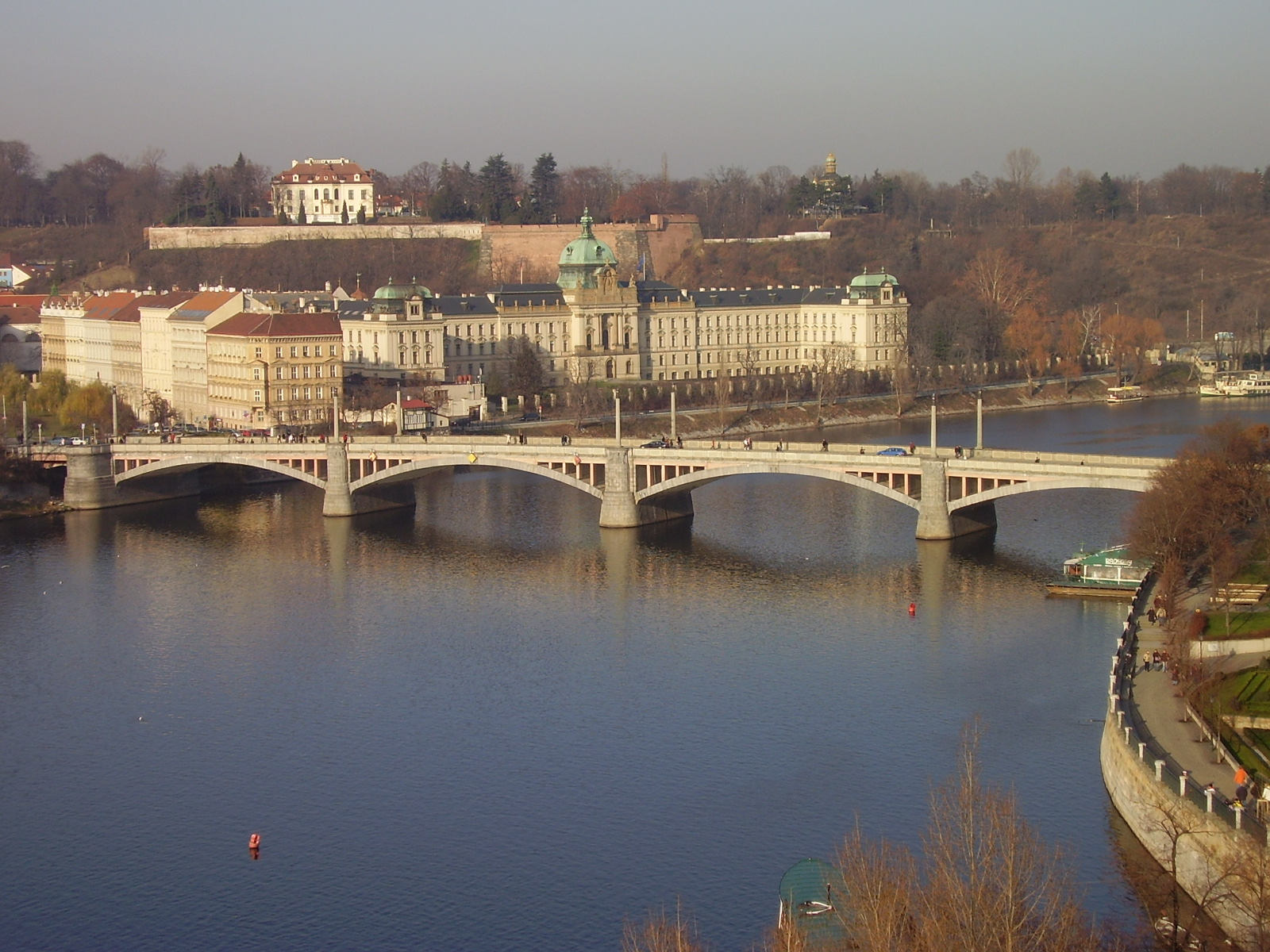
Mánesův most
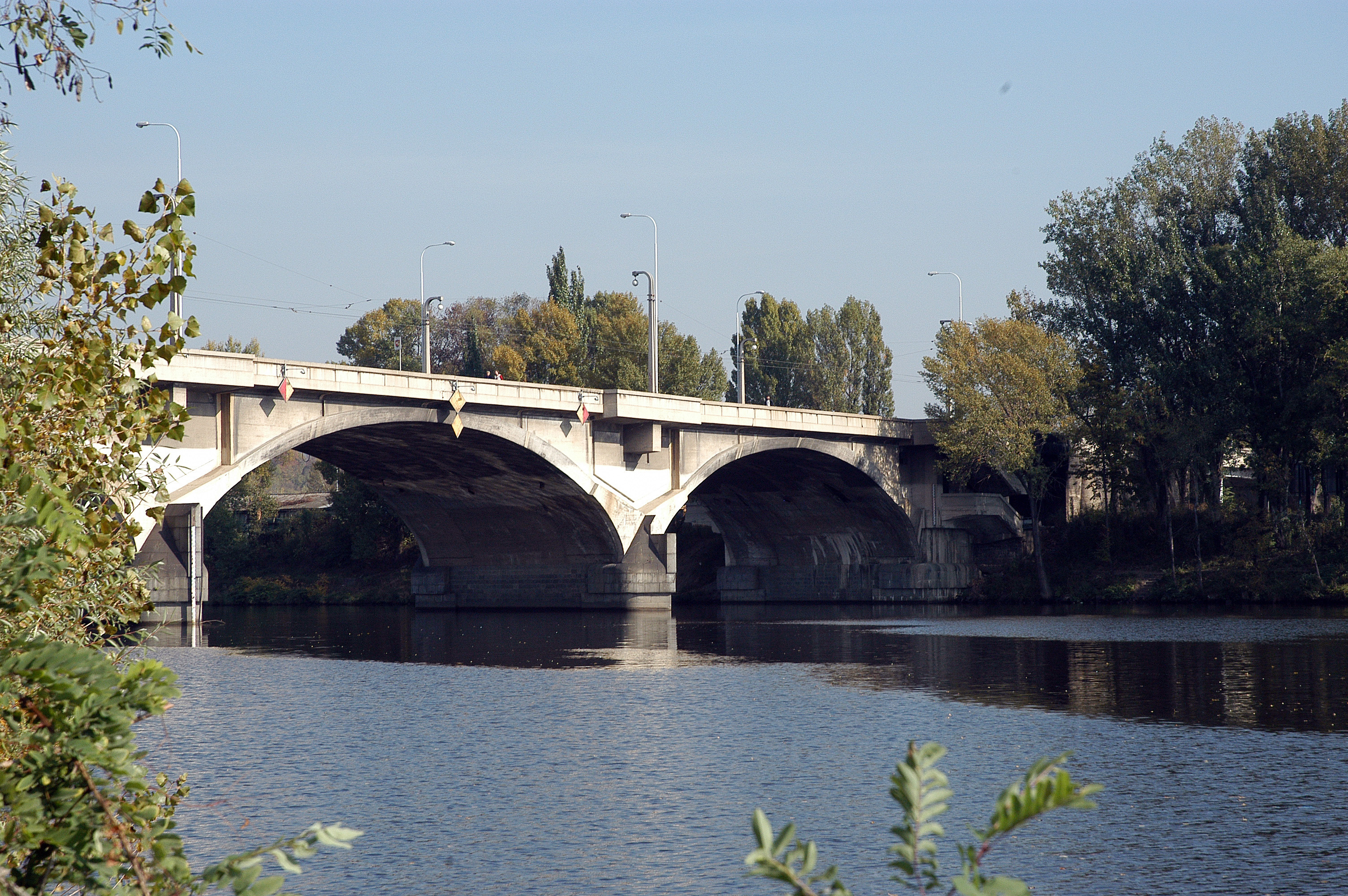
Trojský most
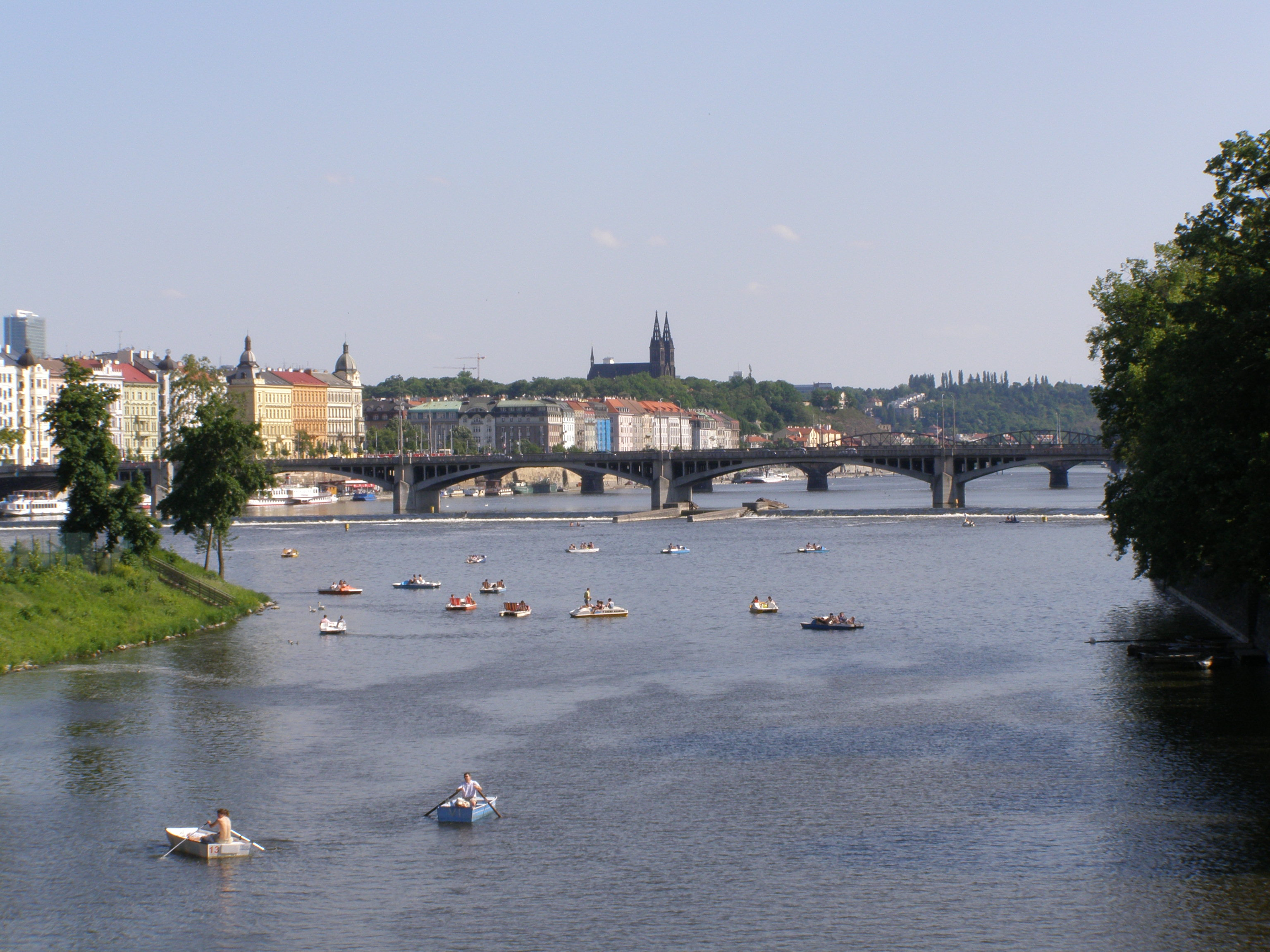
Libeňský most
- Jiráskův most

- Hlávkův most
- Mánesův most
- Libeňský most
- Jiráskův most

Mimo Prahu
- Krematorium v Moravské Ostravě